# Otokar Mokrý

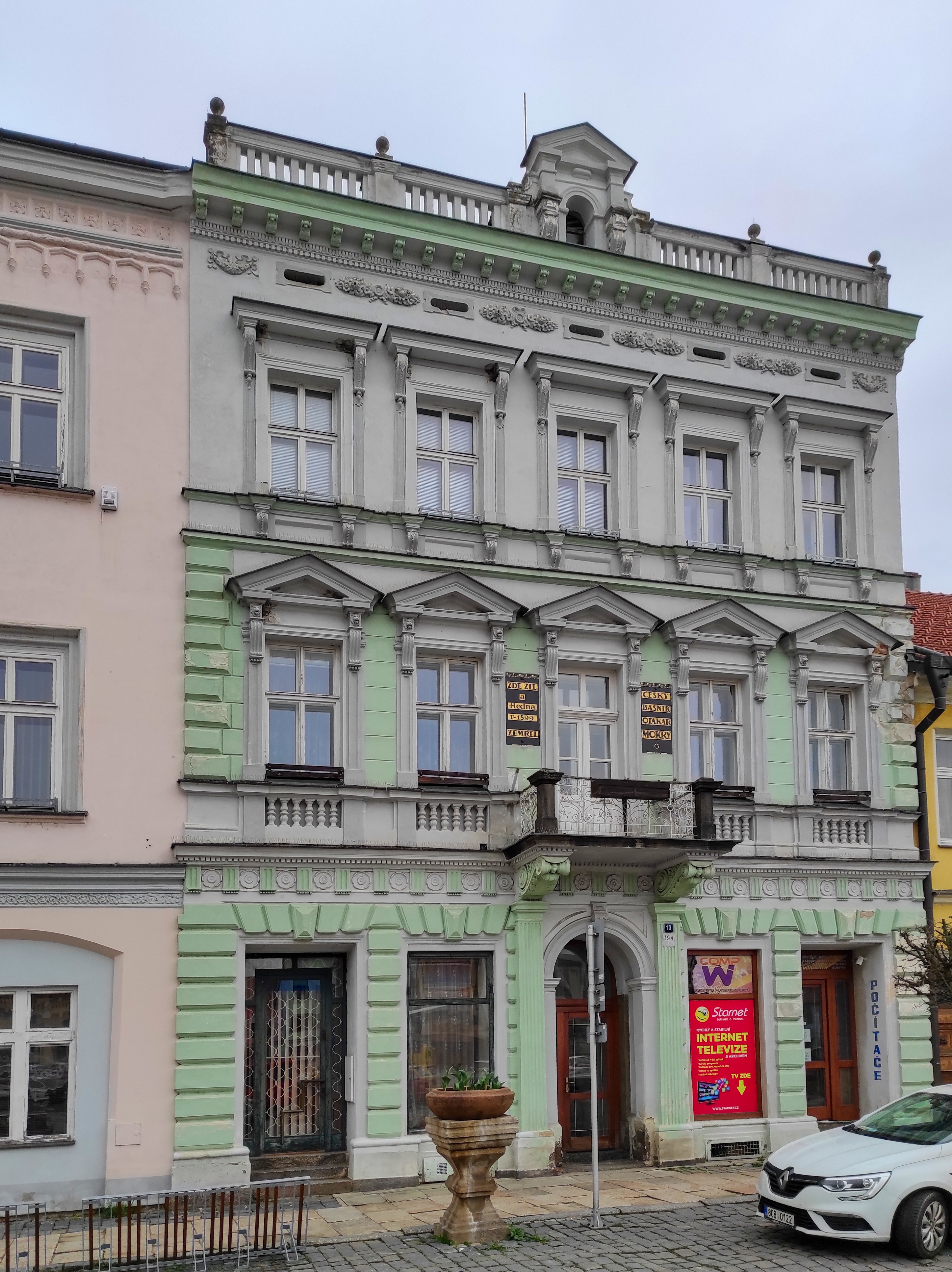
Zde žil a 1. ledna 1899 zemřel Otokar Mokrý, náměstí Svobody čp. 194, Vodňany.

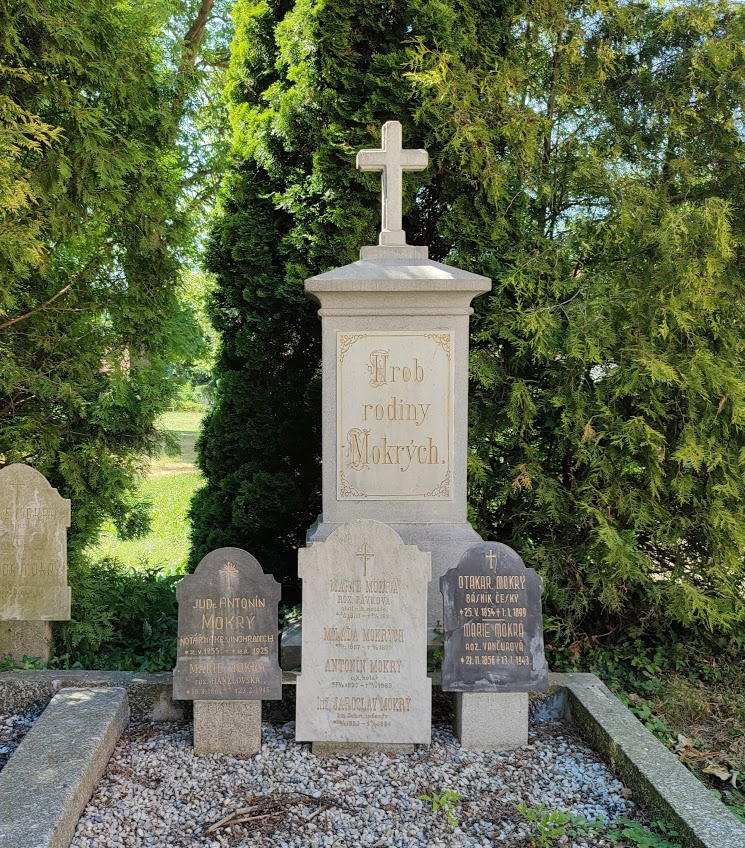
Rodinná hrobka Mokrých, v parku Jana Pavla II., Vodňany

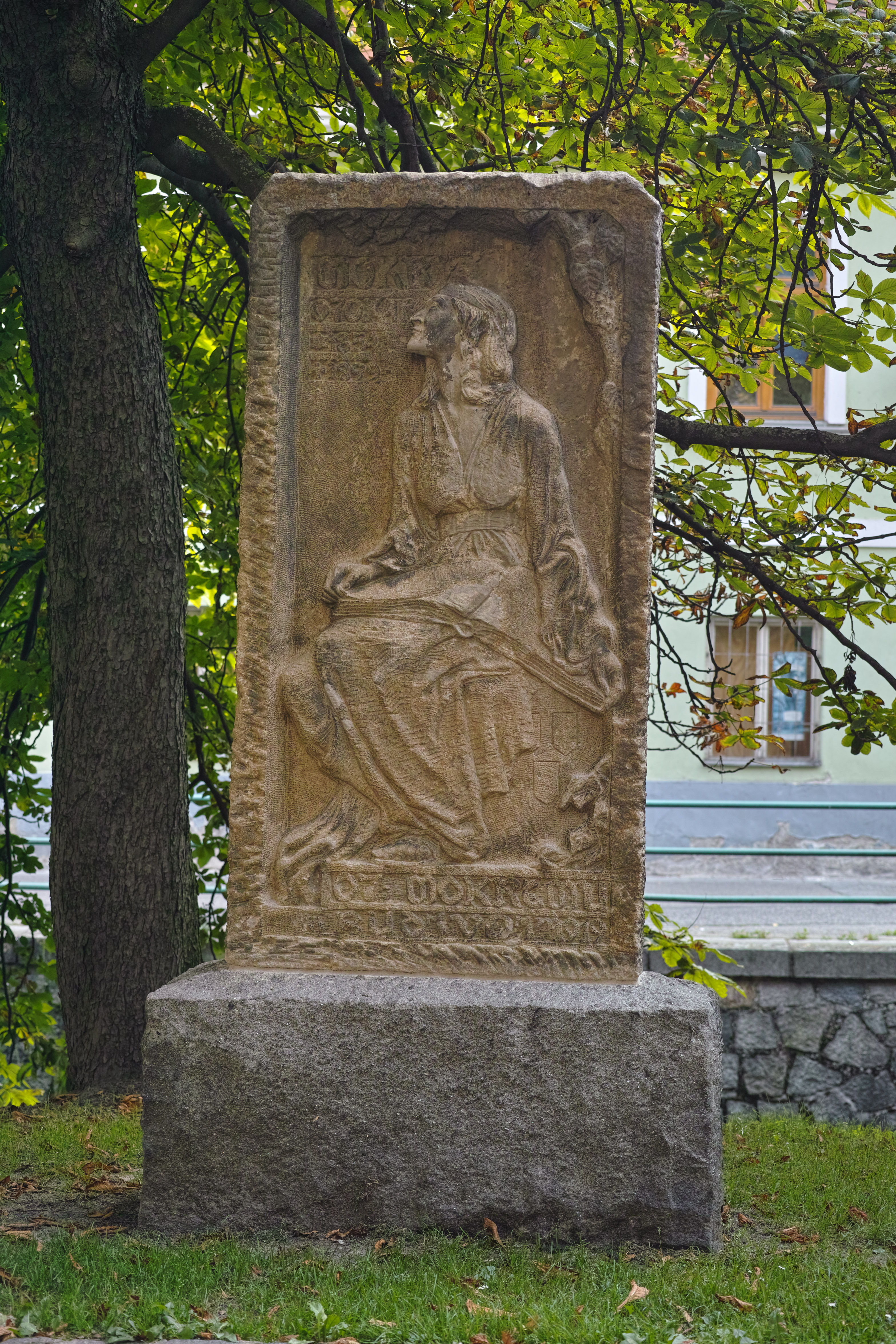
František Bílek, Pomník Otokara Mokrého, 1919, Na Sadech, České Budějovice

Otokar Mokrý, uváděn též jako Otakar, (25. května 1854 České Budějovice  – 1. ledna 1899 Vodňany), byl český básník, žurnalista a překladatel z francouzštiny a polštiny.

## Život
Narodil se v domě U Zlatého slunce na náměstí Přemysla Otakara II. v Českých Budějovicích. Byl synovcem Msgre. ThDr. Vojtěcha Mokrého, profesora teologie na biskupském semináři, probošta katedrální kapituly, generálního vikáře a spolupracovníka J. V. Jirsíka. Vyrůstal ve Vodňanech. Po maturitě na německém piaristickém gymnáziu v Českých Budějovicích studoval práva v Praze. Zde se stal členem Umělecké besedy. Publikovat začal v první polovině sedmdesátých let devatenáctého století. V roce 1872 (ještě pod pseudonymem Otakar Halina) přispěl do almanachu jihočeské mládeže Anemónky. Další poezii pak zveřejňoval v časopisech Lumír, Světozor nebo Květy. Psal pro Národní listy, byl redaktorem Laciné knihovny národní a ilustrovaného časopisu Domácí krb. V roce 1878 se oženil s Marií Vančurovou. Po smrti otce Antonína v roce 1883 se ujal jeho notářské kanceláře ve Vodňanech. Zároveň se věnoval vlastní literární práci. Během života se úzce stýkal se spisovateli Františkem Heritesem, Josefem Holečkem a Juliem Zeyerem. Zemřel předčasně na cirhózu jater.

## Památky
Byl pohřben do rodinné hrobky na hřbitově při kostele sv. Jana Křtitele ve Vodňanech, po zrušení hřbitova hrobka zůstala zachována v nynějším parku Jana Pavla II. V roce 1905 mu ve Vodňanech byla odhalena pamětní deska na domě, ve kterém měl notářskou kancelář. V roce 1919 mu byl zřízen pomník v městských sadech v Českých Budějovicích. Autorem pískovcové stély je sochař František Bílek.

## Dílo

### Poezie
- Jihočeské melodie (1880)
- Básně (1883)
- Na Dívčím kameni (1885)
- Dumy a legendy (1888)
- Jasem a šerem (1893)

### Próza
- Povídky a arabesky (1884)
- Povídky a drobné kresby (1886)

### Překlady
- Básně Jul Słowackého (2 svazky, 1876 a 1880)
- Paul de Musset: Zuby Turcovy